# Хершель, Хассо
Ха́ссо Хе́ршель (нем. Hasso Herschel; род. март 1935, Дрезден) — немецкий диссидент, помощник беглецам из ГДР на Запад через Берлинскую стену. В общей сложности помог бежать около 1000 граждан ГДР.

## Биография
За участие в демонстрации 17 июня 1953 года на дрезденской площади Альтмаркт Хершель по приговору суда отбывал 5-летний срок в рабочем лагере в Шпремберге. По разрешению властей ГДР изучал психологию в Свободном университете Берлина. Зарабатывал на жизнь вывозом товаров производства ГДР с целью перепродажи в Западном Берлине, был осуждён за экономическое преступление и отбывал 5-летний срок наказания в дрезденской тюрьме. В 1959—1961 годах учился в Высшей транспортной школе в Дрездене.
Освободившись из мест заключения в 1960 году, студент Хершель покинул ГДР 21 октября 1961 года и поселился в студенческом общежитии в Западном Берлине, где познакомился со студенческой группой, занимавшейся организацией побегов из ГДР. Хершель стремился вывезти на Запад оставшуюся в ГДР сестру и её семью. В 1962 году Хершель вместе с итальянцами Доменико Сестой и Луиджи Спиной занялся строительством тайного 120-метрового туннеля от Бернауэр-штрассе в Западном Берлине к Шёнхольцер-штрассе в Восточном Берлине, названного впоследствии по количеству бежавших Туннель 29. Помимо самих строительных работ Хершель занимался координацией среди желающих покинуть ГДР. 14 сентября по туннелю бежали 29 человек, в том числе и сестра и племянница Хассо Хершеля. Хершель также участвовал в работе других групп, помогавших бежать из ГДР, например, вместе с Гарри Зайделем и группой Гирмана.
Около 10 лет Хершель занимался переправкой граждан ГДР на Запад за деньги. Помимо туннелей он также использовал переоборудованные автомобили. В 1964 году он взял на себя часть расходов по переоборудованию кадиллака Буркхарта Файгеля. На автомобиле, за приборной панелью которого был установлен контейнер для перевозки людей, из ГДР бежало около 80 человек. Позднее автомобиль был продан Вольфгангу Фуксу, который использовал его для перевозки ещё 50 человек. Для переправки людей на Запад также использовалась транзитная зона аэропорта Праги, где производился обмен паспортами, также привлекались дипломаты. Позднее Хершель занимался ресторанным делом в Берлине. В настоящее время проживает в Уккермарке.